# Рамон Беренгер II (граф Барселоны)
Рамо́н (Раймо́н) Беренге́р II Голова́-из-Па́кли (кат. Ramon Berenguer II Cap d'Estopes, исп. Ramón Berenguer II Cabeza de Estopa; ок. 1054 — 5 декабря 1082, лес Перша-дель-Астор, Барселона) — граф Барселоны, Жироны, Осоны, Каркасона и Разе с 1076 (вместе с братом Беренгером Рамоном II), сын Рамона Беренгера I Старого, графа Барселоны, и Альмодис де Ла Марш.

## Биография
Своё прозвище Голова-из-Пакли Рамон Беренгер получил за густую светлую шевелюру.
Согласно завещанию отца Рамон Беренгер и его брат-близнец Беренгер Рамон II должны были править совместно, все владения и имущество поделить поровну. При этом каждый из братьев должен был полгода жить в графском дворце, после чего уступать место другому. Доходы оставались неделимыми и поступали в общую графскую казну.
Однако вскоре между братьями началась вражда, поскольку Рамон Беренгер не захотел делить наследство. Только вмешательство папы римского Григория VII заставило Рамона Беренгера в конце 1077 года пойти на уступки. В 1078 году он уступил брату дань, которую их отцу платил эмир Лериды. В 1080 году Рамон Беренгер передал брату также половину замков Бербера, Блейда и половину графств Каркассон и Разе.
В 1081 году в Барселону прибыл знаменитый Родриго Диас де Вивар, больше известный под прозвищем Сид Кампеадор, поссорившийся с королём Кастилии и Леона Альфонсо VI. Он предложил помощь в борьбе против мусульманских правителей Испании, однако наткнулся на нестерпимое пренебрежение. В итоге Сид уехал из Барселоны и поступил на службу к эмиру Сарагосы. Братья же заключили союз с правителем Лериды. В 1082 году Беренгер Рамон в битве при Альменаре был разбит сарагосской армией под командованием Сида и попал в плен, где пробыл несколько месяцев.
5 декабря 1082 года Рамон Беренгер был убит неизвестными на охоте в лесу Перша-дель-Астор. Молва приписала организацию убийства его брату, Беренгеру Рамону II, который получил после этого прозвище Братоубийца. Беренгер Рамон II стал единоличным правителем графства, а Рамон Беренгер II был похоронен в кафедральном соборе Жироны.

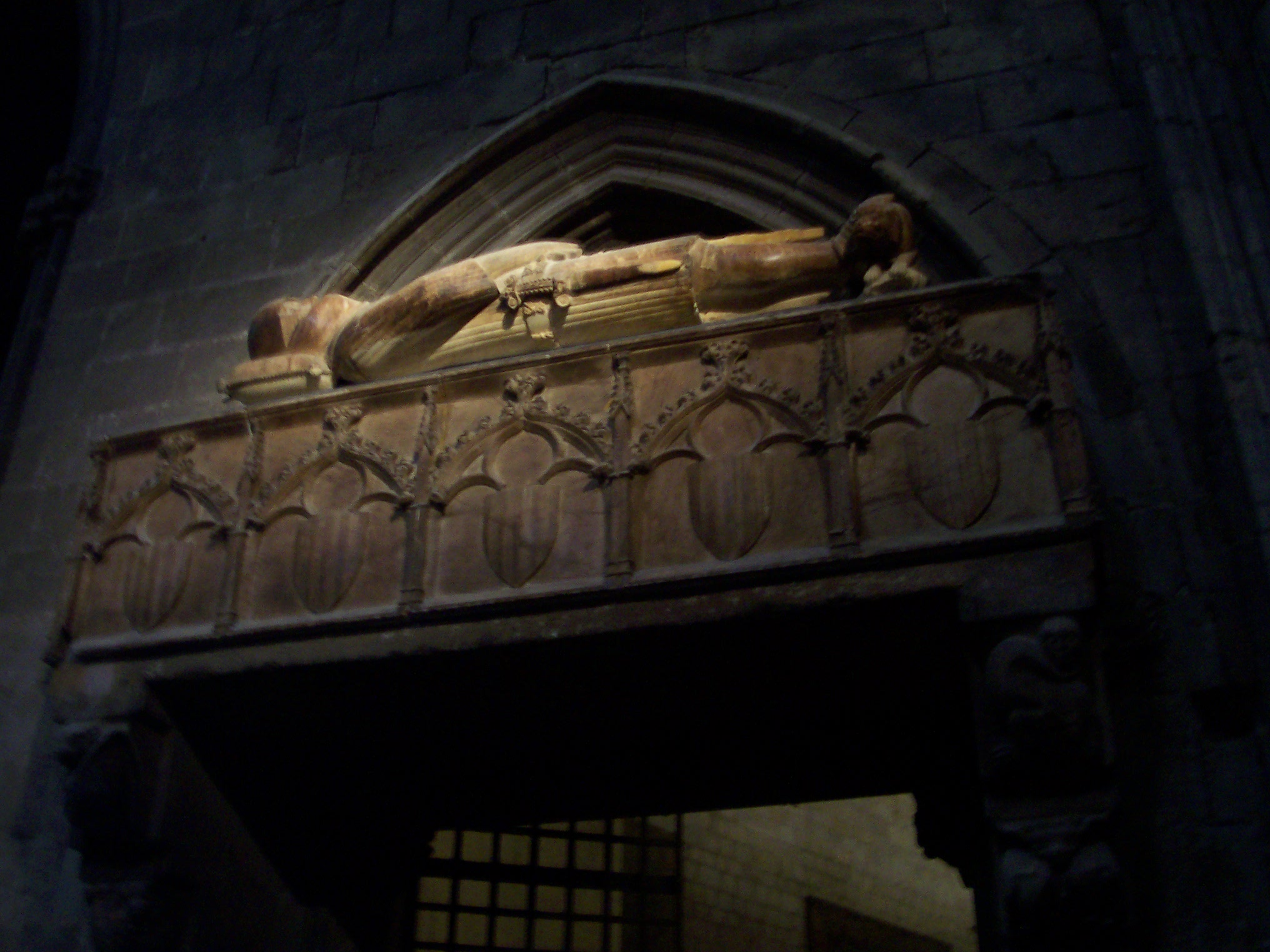
Гробница Рамона Беренгера II в кафедральном соборе Жироны

## Брак и дети
Жена: Матильда (Магальта, Мод) де Готвиль (ок. 1059 — 1111/1112), дочь Роберта Гвискара, герцога Апулии и Калабрии. Дети:
- (?) Альмодис (ум. 1140); муж: до 26 декабря 1087 Бернат Амат (ум. после 27 октября 1135), виконт де Кардона
- Рамон Беренгер III Великий (11 ноября 1082 — 19 июля 1131), граф Барселоны и Жироны с 1097, Осоны 1097—1107, 1111—1131, Бесалу с 1111, Прованса с 1112, Сердани, Берги и Конфлана с 1118